# 柳林齊 (拉諾夫齊區)
49°45′25″N 26°3′57″E / 49.75694°N 26.06583°E
柳林齊（烏克蘭語：Люлинці），是烏克蘭的村落，位於該國西部捷爾諾波爾州，由克列梅涅茨區負責管轄，始建於1988年，面積0.13平方公里，2001年人口265，人口密度每平方公里2,038.5人。